# Cúp quốc gia Scotland 1895–96
Cúp quốc gia Scotland 1895–96 là mùa giải thứ 23 của giải đấu bóng đá loại trực tiếp uy tín nhất Scotland. Chức vô địch thuộc về Heart of Midlothian khi đánh bại Hibernian 3-1 trong trận Chung kết.

## Lịch thi đấu
| Vòng      | Ngày thi đấu đầu tiên | Số trận đấu | Số đội tham gia |
| --------- | --------------------- | ----------- | --------------- |
| Vòng Một  | 11 tháng 11 năm 1895  | 16          | 32 → 16         |
| Vòng Hai  | 25 tháng 1 năm 1896   | 8           | 16 → 80         |
| Tứ kết    | 8 tháng Hai 1896      | 4           | 8 → 4           |
| Bán kết   | 22 tháng 2 năm 1896   | 2           | 4 → 2           |
| Chung kết | 14 tháng 3 năm 1896   | 1           | 2 → 1           |

## Vòng Một
| Đội nhà               | Tỉ số  | Đội khách           |
| --------------------- | ------ | ------------------- |
| Annbank               | 3 – 2  | Kilmarnock          |
| Arbroath              | 5 – 0  | King's Park         |
| Ayr                   | 3 – 2  | Abercorn            |
| Blantyre              | 1 – 12 | Heart of Midlothian |
| Celtic                | 2 – 4  | Queen's Park        |
| Dumbarton             | 1 – 1  | Rangers             |
| East Stirlingshire    | 2 – 3  | Hibernian           |
| Lochgelly United      | 2 – 1  | Raith Rovers *      |
| Greenock Morton       | 2 – 3  | Dundee              |
| Polton Vale           | 0 – 3  | Clyde               |
| Port Glasgow Athletic | 4 – 2  | Arthurlie           |
| Renton                | 1 – 0  | Cowdenbeath         |
| St Bernard's          | 8 – 1  | Clackmannan         |
| St Johnstone          | 4 – 3  | Dundee Wanderers    |
| St Mirren             | 7 – 0  | Alloa Athletic      |
| Third Lanark          | 6 – 0  | Leith Athletic      |

- Trận đấu tuyên bố bỏ trống

### Đá lại
| Đội nhà          | Tỉ số | Đội khách    |
| ---------------- | ----- | ------------ |
| Lochgelly United | 2 –5  | Raith Rovers |
| Rangers          | 3 – 1 | Dumbarton    |

## Vòng Hai
| Đội nhà      | Tỉ số | Đội khách             |
| ------------ | ----- | --------------------- |
| Arbroath     | 3 –1  | St Johnstone          |
| Ayr          | 1 – 5 | Heart of Midlothian   |
| Hibernian    | 6 – 1 | Raith Rovers          |
| Queen's Park | 8 – 1 | Port Glasgow Athletic |
| Rangers      | 5 – 0 | St Mirren             |
| Renton       | 2 – 1 | Clyde                 |
| St Bernard's | 2 – 0 | Annbank               |
| Third Lanark | 4 – 1 | Dundee                |

## Tứ kết
| Đội nhà      | Tỉ số | Đội khách           |
| ------------ | ----- | ------------------- |
| Arbroath     | 0 – 4 | Heart of Midlothian |
| Queen's Park | 2 – 3 | St Bernard's        |
| Rangers      | 2 – 3 | Hibernian           |
| Third Lanark | 3 – 3 | Renton              |

### Đá lại
| Đội nhà | Tỉ số | Đội khách    |
| ------- | ----- | ------------ |
| Renton  | 2 – 0 | Third Lanark |

## Bán kết
| Đội nhà             | Tỉ số | Đội khách    |
| ------------------- | ----- | ------------ |
| Heart of Midlothian | 1 – 0 | St Bernard's |
| Hibernian           | 2 – 1 | Renton       |

## Chung kết
| Heart of Midlothian | 3 – 1 | Hibernian |
| ------------------- | ----- | --------- |
|                     |       |           |